# Antonia Döring
Antonia Döring (* 30. März 1997 in Berlin) ist eine deutsche Schauspielerin.

## Leben
Antonia Döring erhielt ihre Schauspielausbildung ab 2015 am Europäischen Theaterinstitut Berlin, die sie 2018 abschloss.
Anschließend stand sie 2019 am Theater Poetenpack unter der Regie von Sonja Wassermann in Pippi auf den sieben Meeren als Annika und 2020 in einer Inszenierung von Stefan Ebeling in Der Ritter von der flammenden Mörserkeule als Raffy auf der Bühne. Weitere Engagements hatte sie 2019 am Berliner Theater Morgenstern von Daniel Koch.
In der im April 2021 erstmals ausgestrahlten Folge Die Patin von Privonice der ARD-Reihe Der Kroatien-Krimi verkörperte sie eine Kellnerin. In der ARD-Vorabendserie In aller Freundschaft – Die jungen Ärzte war sie im Oktober 2021 in der Folge Unterschätzt in einer Episodenhauptrolle als Architekturstudentin Claudia Wieber zu sehen.
Ab der im Januar 2022 erstmals ausgestrahlten Folge Erste Annäherungen der achten Staffel der ZDF-Serie Bettys Diagnose übernahm sie die Rolle der Schwesternschülerin Mia Kunze.

## Filmografie (Auswahl)
- 2021: Der Kroatien-Krimi: Die Patin von Privonice (Fernsehreihe)
- 2021: In aller Freundschaft – Die jungen Ärzte – Unterschätzt (Fernsehserie)
- seit 2022: Bettys Diagnose (Fernsehserie)